# 沙絢
沙絢（さあや）は、日本の女性ケータイ小説家。宮城県仙台市在住。恋愛小説を主に執筆している。イラストも描く。
2009年、『君を、何度でも愛そう。』で、第4回日本ケータイ小説大賞優秀賞受賞。

## 作品リスト
- 君を、何度でも愛そう。上（2010年、スターツ出版）
- 君を、何度でも愛そう。下（2010年、スターツ出版）
- 世界を敵にまわしても 上  （2011年、スターツ出版）
- 世界を敵にまわしても 上 （2011年、スターツ出版）